# Lord's Cricket Ground
Lord's Cricket Ground, más conocido como Lord's (por su fundador, Thomas Lord), es un estadio de críquet en St John's Wood, en la Ciudad de Westminster en Londres, Inglaterra. Con capacidad para 30 000 espectadores y más de cien tests internacionales disputados, es reconocido como la «catedral del críquet» (Home of Cricket).
Las instalaciones pertenecen al Marylebone Cricket Club (MCC) y son la sede del Middlesex County Cricket Club, la England and Wales Cricket Board (ECB), la European Cricket Council (ECC) y, hasta agosto de 2005, del International Cricket Council (ICC). 
El estadio actual de Lord's es el tercero de los campos que Lord estableció entre 1787 y 1814. El primer campo, Lord's Old Ground, se encontraba donde ahora está la Dorset Square. El segundo campo, Lord's Middle Ground, estuvo en uso de 1811 a 1813 antes de tener que abandonarlo por la construcción del Regent's Canal. El campo actual se encuentra cerca del antiguo Middle Ground. 

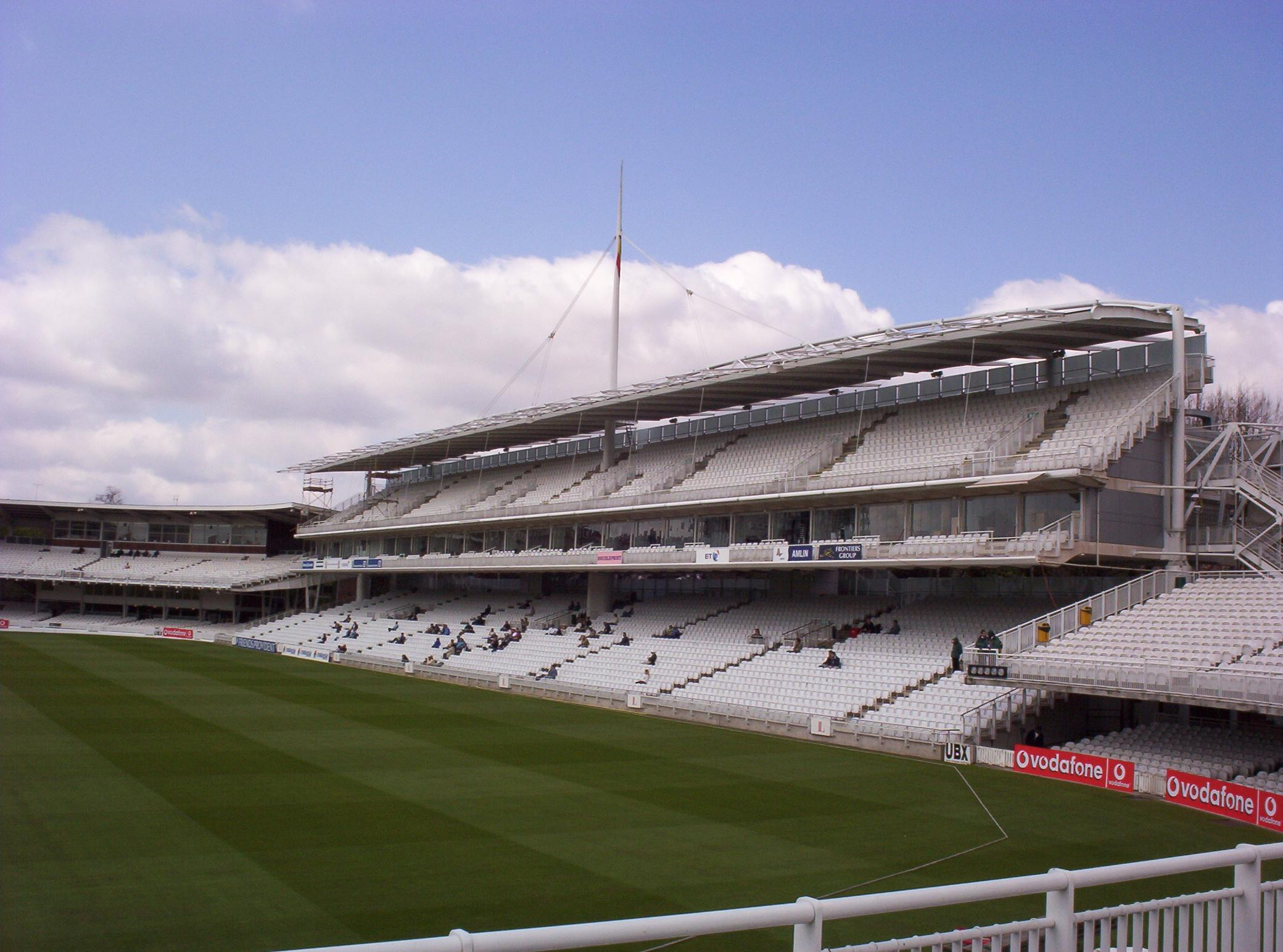
La tribuna, diseñada por Nicholas Grimshaw.

## Historia
El primer partido en el campo actual del que se tiene constancia se jugó entre Marylebone Cricket Club y Hertfordshire el 22 de junio de 1814.
El campeonato más antiguo que se sigue jugando es la competición anual entre Eton y Harrow, que se jugó por primera vez en el Old Ground en 1805, y se celebra desde 1818 en el campo actual.

## Sede olímpica
El estadio fue la sede de la competición de tiro con arco, celebrada entre el 27 de julio y el 3 de agosto de 2012, en los Juegos Olímpicos de Londres 2012.